# Glasläufer

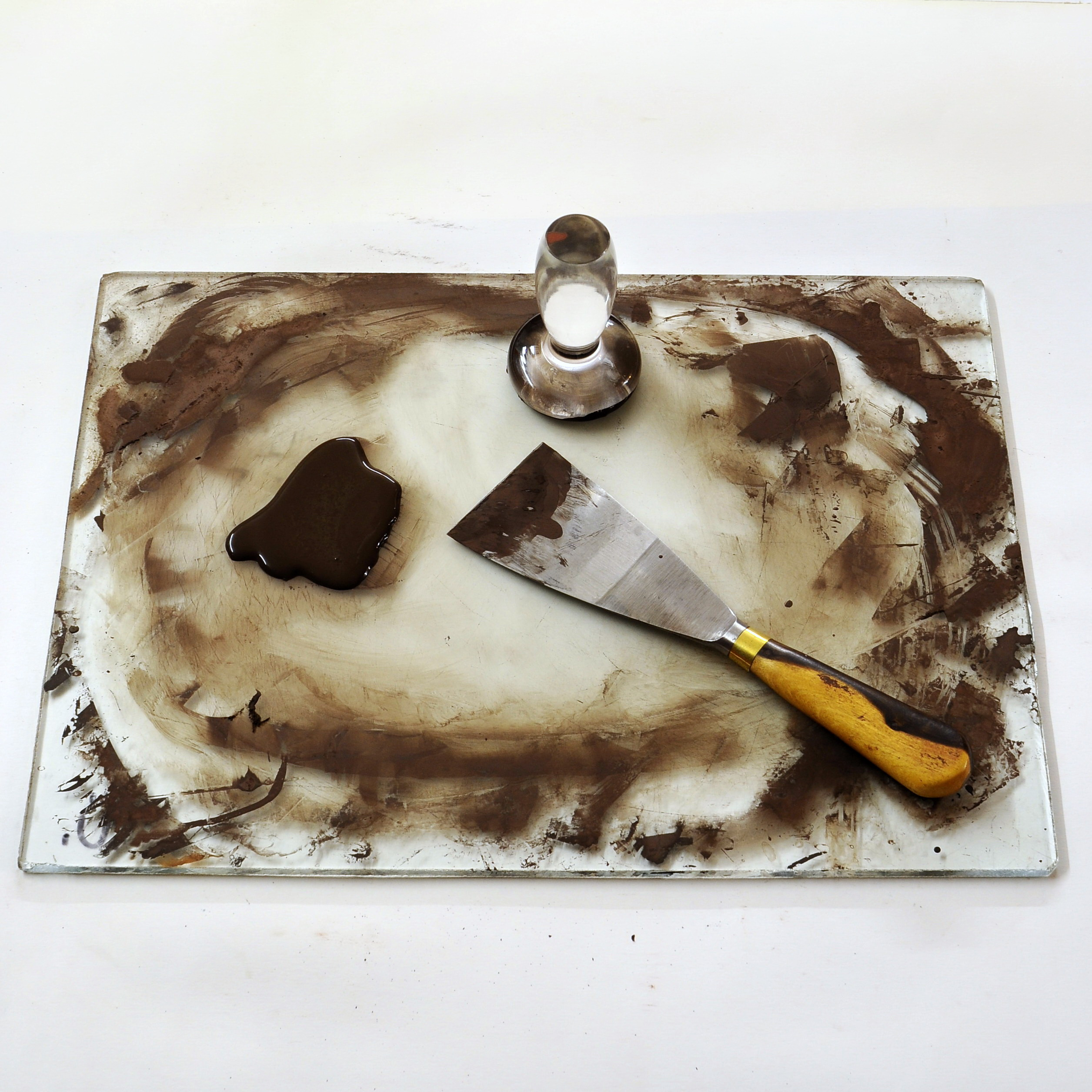
Anreibeplatte mit Glasläufer

Ein Glasläufer ist ein aus Glas bestehendes Pistill, das  plan geschliffen ist und mit einer Anreibeplatte verwendet wird. Er dient zum Anreiben von Pigmenten.
Auf die für gewöhnlich auch aus Glas bestehende angeraute Anreibeplatte werden Pigmente und Bindemittel gegeben und durch rührähnliche Bewegungen miteinander vermischt und zerkleinert.